# Dakelh (langue)
Pour les articles homonymes, voir Carrier (homonymie).
Le dakelh, aussi appelé porteur ou carrier, est une langue athapascane septentrionale parlée par les Dakelh dans le centre de la Colombie britannique au Canada.
Selon Statistique Canada, en 2021, le dakelh est la langue maternelle de 1 025 personnes au Canada.

## Écriture
Le dakelh est aujourd’hui principalement écrit avec l’alphabet latin et l’orthographe du Carrier Linguistic Committee (CLC). Cette orthographe a été créée dans les années 1960 par le CLC à Fort Saint James.
| ’ | a  | b  | ch | ch’ | d   | dl | dz  | d̲z̲ | e   | f  | g | gh | gw | h | i |
| j | k  | k’ | kh | kw  | kw’ | l  | lh  | m  | n   | ng | o | oo | p  | r | s |
| s̲ | sh | t  | t’ | tl  | tl’ | ts | ts’ | t̲s̲ | t̲s̲’ | u  | w | wh | y  | z | z̲ |

Historiquement, le dakelh était principalement écrit avec le syllabaire autochtone canadien et une orthographe créée par Adrien-Gabriel Morice en 1885 à Stuart pour le dialecte central.
L’alphabet du dakelh central du CLC a été modifié pour le dakelh du Sud.
| a  | b | ch | ch’ | d   | dl  | dz  | e  | g | gh | gw | h  | i |
| j  | k | k’ | kh  | kw  | kw’ | l   | lh | m | n  | o  | oo | s |
| sh | t | t’ | tl  | tl’ | ts  | ts’ | u  | w | wh | y  | z  | ’ |